# Kamil Al-Abbasi
Kamil Al-Abbasi (arab. ‏كامل العباسي‎, ur. 28 lutego 1950) – saudyjski lekkoatleta, sprinter.
Brał udział w biegu na 400 metrów przez płotki i w sztafecie 4 × 400 metrów na Letnich Igrzyskach Olimpijskich 1976.